# Isabel Jonet
Maria Isabel Torres Baptista Parreira Jonet GOM (Lisboa, 16 de fevereiro de 1960) é a atual Presidente da Federação Portuguesa dos Bancos Alimentares Contra a Fome e da ENTRAJUDA.

## Formação
É Licenciada em Economia pela Faculdade de Ciências Humanas da Universidade Católica Portuguesa.

## Luta contra a fome
Em 1993, iniciou atividade como voluntária no Banco Alimentar Contra a Fome, uma instituição que angaria alimentos para distribuir pelas pessoas necessitadas.
É Presidente da Federação Portuguesa dos Bancos Alimentares Contra a Fome e do Banco Alimentar Contra a Fome de Lisboa.
Estruturou e lançou em 2005, proclamado pelo Conselho da Europa como o Ano Europeu da Cidadania através da Educação, o programa Educar para a Cidadania dirigido a crianças e jovens, o qual, através do caso prático do Banco Alimentar, mostra a importância dos valores na formação e na educação.
Foi Presidente  do Conselho de Administração da Federação Europeia dos Bancos Alimentares entre Abril de 2012 e Dezembro 2017
Em novembro de 2012, foi criada uma Petição Pública para que abandonasse o cargo de presidente do Banco Alimentar Contra a Fome, devido a declarações polémicas proferidas em época de austeridade, entre as quais "Vamos ter de reaprender a viver mais pobres" e "Se não temos dinheiro para comer bifes todos os dias, não podemos comer bifes todos os dias".  No entanto, como resposta a esta petição, várias outras petições públicas, com muito mais assinaturas, surgiram em defesa da Isabel Jonet, pedindo-lhe que continuasse por muitos anos à frente dos destinos do Banco Alimentar Contra a Fome.

## Projeto ENTRAJUDA
Fundadora, em 2004, da ENTRAJUDA, projecto inovador na área da solidariedade social, que visa dotar instituições de solidariedade social com instrumentos e recursos de gestão e de organização susceptíveis de aumentar a eficiência dos seus meios e a eficácia dos seus resultados. Para tornar o sector social mais forte, mais eficiente, com mais qualificações e lutar contra a pobreza.
No âmbito da ENTRAJUDA, concebeu e participou no lançamento de projetos como a Bolsa do Voluntariado, o Banco de Bens Doados, o Banco de Equipamentos, o Dr. Risadas, o Dar e Receber , o Tempo Extra, de envelhecimento ativo e voluntariado qualificado de reformados. Concebeu e lançou o Cartão de Voluntário, de âmbito nacional para permitir o registo e contagem do trabalho voluntário, com plataforma desenvolvida pela Imprensa Nacional-Casa da Moeda.  

## Prémios
O seu trabalho foi reconhecido pela Assembleia da República de Portugal, que em 2005 entregou o prémio Direitos Humanos ao Banco Alimentar Contra a Fome.
Foi distinguida, entre outros, com os seguintes prémios: 
- Prémio Mulher Ativa 2000, atribuído pela revista feminina Ativa [1]
- Prémio Direitos Humanos, ao Banco Alimentar Contra a Fome, 2005
- Prémio Carreira, da Universidade Católica, em 2006[13] - 1ª edição
- Prémio Dona Antónia Ferreira 2007[14]
- Prémio Femina 2011, por actos de Humanitarismo em prol da dignidade e direitos do Ser Humano
- Personalidade Europeia de 2012, atribuído pelas Selecções do Reader's Digest[4]
- Eleita "Marca de Confiança" em 2013, 2014, 2015, 2016, 2017, 2018, 2019, 2020, 2021, 2022, 2023, 2024
- Grande-Oficial da Ordem do Mérito (5 de dezembro de 2017)[15]
- Prémio Fundação António Quadros 2019 - Empreendedorismo
- Personalidade do Ano Nacional 2019 - jornal O Mirante.[16]
- Prémio As Mulheres Mais Influentes de Portugal de 2014 a 2024[17]